# Pisary (przystanek kolejowy)
Pisary – przystanek osobowy w Pisarach w województwie małopolskim w Polsce. 
Budowa przystanku jest planowana w ramach Rządowego programu budowy lub modernizacji przystanków kolejowych na lata 2021–2025. Budowę przystanku rozpoczęto we wrześniu 2023 roku i pierwotnie miał zostać otwarty pod koniec 2024 roku. Z uwagi na przesunięcie terminu wydłużono czas prac do 2025 roku. 15 czerwca 2025 roku przystanek oddano do użytku.